# Expectativas
Expectativas es el noveno álbum de estudio del músico español Enrique Bunbury, publicado el 20 de octubre de 2017. El disco fue lanzado en formato físico y digital y cuenta con once canciones.
Con la noticia del disco se lanzó un cortometraje, Expectativas, A Short Film, vídeo que muestra el proceso de grabación en Texas, con un aire a «expresionismo y a piano de café-bar de los años 30».[cita requerida]
Al igual que ocurrió con su antecesor Palosanto, publicado cuatro años atrás, Expectativas fue subido enteramente a YouTube el día de su lanzamiento.
En su primera semana a la venta, el álbum llegó al número uno de ventas en formato físico en España.
En la 19a edición de los premios Grammy latinos del 2018 este álbum ganó la categoría de Mejor Álbum de Rock, otorgándole a Enrique su primer Latin Grammy Awards en toda su carrera como solista.

## Lista de canciones
| N.º   | Título                           | Escritor(es)                               | Duración |  |
| 1.    | «La ceremonia de la confusión»   | Enrique Bunbury Juan Carlos Espadas-Aragón | 3:55     |  |
| 2.    | «La actitud correcta»            | Bunbury                                    | 4:19     |  |
| 3.    | «Cuna de Caín»                   | Bunbury Eduardo Cruz                       | 4:32     |  |
| 4.    | «En bandeja de plata»            | Bunbury                                    | 5:07     |  |
| 5.    | «Parecemos tontos»               | Bunbury Espadas-Aragón                     | 5:07     |  |
| 6.    | «Lugares comunes, frases hechas» | Bunbury                                    | 3:19     |  |
| 7.    | «Al filo de un cuchillo»         | Bunbury Cruz                               | 4:28     |  |
| 8.    | «Bartleby (mis dominios)»        | Bunbury                                    | 4:00     |  |
| 9.    | «Mi libertad»                    | Bunbury Cruz                               | 3:41     |  |
| 10.   | «La constante»                   | Bunbury Álvaro Suite                       | 4:07     |  |
| 11.   | «Supongo»                        | Bunbury Espadas-Aragón                     | 4:35     |  |
| 47:15 |                                  |                                            |          |  |